# Tragedy + Time
«Tragedy + Time» es una canción de la banda estadounidense de punk rock Rise Against. La canción fue lanzada como el segundo sencillo de su séptimo álbum, titulado The Black Market. Según el cantante Tim McIlrath, el título de la canción proviene de la frase "tragedia más tiempo es igual a comedia".

## Posiciones

### Semanales
| País                  | Lista       | Mejor posición |
| --------------------- | ----------- | -------------- |
| Canadá                | Canada Rock | 47             |
| Estados Unidos        |             |                |
| US Rock Airplay       | 24          |                |
| US Alternative Songs  | 26          |                |
| Mainstream Rock Songs | 28          |                |

## Video musical
Un video musical de la canción fue lanzado el 6 de noviembre de 2014. Un video con letras había sido lanzado para la canción anteriormente el 21 de octubre de 2014.